# Zápas na Letních olympijských hrách 1980 – muži, řecko-římský do 90 kg
Zápas řecko-římský ve váhové kategorii do 90 kg probíhal na Letních olympijských hrách 1980 v Moskvě, v atletické hale CSKA Moskva. O medaile se utkalo celkem 15 zápasníků.

## Turnajové výsledky
Za prohru zápasníci získávají záporné body. 6 bodů vyřazuje zápasníka z dalších bojů. Poté, co zbývají poslední tři borci, utkají se tito ve finálovém kole o medaile.
Legenda
- TF – Lopatkové vítězství
- IN – Vítězství pro soupeřovo zranění
- DQ – Vítězství pro soupeřovu pasivitu
- D1 – Vítězství pro soupeřovu pasivitu, vítěz taktéž napomínán
- D2 – Oba zápasníci diskvalifikováni pro pasivitu
- FF – Kontumační vítězství
- DNA – Soupeř nenastoupil
- TPP – Trestné body celkem
- MPP – Trestné body za zápas

Sankce
- 0 – Lopatkové vítězství, technická převaha, pro pasivitu, zranění soupeře, nenastoupení
- 0,5 – Výhra na body, 8-11 bodů rozdíl
- 1 – Výhra na body, 1-7 bodů rozdíl
- 2 – Výhra pro pasivitu, vítěz taktéž napomínán
- 3 – Prohra na body, 1-7 body rozdíl
- 3,5 – Prohra na body, 8-11 bodů rozdílu
- 4 – Prohra lopatková, technickou převahu, pro pasivitu, zranění, nenastoupení

### Kolo 1
| TPP | MPP |                           | Score     |                       | MPP | TPP |
| --- | --- | ------------------------- | --------- | --------------------- | --- | --- |
| 4   | 4   | Keijo Manni (FIN)         | TF / 2:22 | Norbert Növényi (HUN) | 0   | 0   |
| 4   | 4   | Atef Mahayri (SYR)        | TF / 5:39 | Thomas Horschel (GDR) | 0   | 0   |
| 3   | 3   | Georgios Pozidis (GRE)    | 13 – 16   | Frank Andersson (SWE) | 1   | 1   |
| 0.5 | 0.5 | Czesław Kwieciński (POL)  | 11 – 3    | Jamtsyn Bor (MGL)     | 3.5 | 3.5 |
| 4   | 4   | Franz Pitschmann (AUT)    | DQ / 7:50 | Petre Dicu (ROU)      | 0   | 0   |
| 0   | 0   | Igor Kanygin (URS)        | DQ / 7:09 | Stojan Nikolov (BUL)  | 4   | 4   |
| 2   | 2   | Darko Nišavić (YUG)       | D1 / 4:38 | José Poll (CUB)       | 4   | 4   |
| 0   |     | Christophe Andanson (FRA) |           | Bye                   |     |     |

### Kolo 2
| TPP | MPP |                           | Score     |                          | MPP | TPP |
| --- | --- | ------------------------- | --------- | ------------------------ | --- | --- |
| 3   | 3   | Christophe Andanson (FRA) | 9 – 15    | Keijo Manni (FIN)        | 1   | 5   |
| 0   | 0   | Norbert Növényi (HUN)     | TF / 2:38 | Atef Mahayri (SYR)       | 4   | 8   |
| 4   | 4   | Thomas Horschel (GDR)     | TF / 1:10 | Georgios Pozidis (GRE)   | 0   | 3   |
| 1   | 0   | Frank Andersson (SWE)     | 19 – 0    | Czesław Kwieciński (POL) | 4   | 4.5 |
| 7.5 | 4   | Jamtsyn Bor (MGL)         | TF / 5:53 | Franz Pitschmann (AUT)   | 0   | 4   |
| 4   | 4   | Petre Dicu (ROU)          | D1 / 6:50 | Igor Kanygin (URS)       | 2   | 2   |
| 4   | 0   | Stojan Nikolov (BUL)      | DQ / 4:58 | Darko Nišavić (YUG)      | 4   | 6   |
| 4   |     | José Poll (CUB)           |           | Bye                      |     |     |

### Kolo 3
| TPP | MPP |                          | Score     |                           | MPP | TPP |
| --- | --- | ------------------------ | --------- | ------------------------- | --- | --- |
| 4.5 | 0.5 | José Poll (CUB)          | 9 – 1     | Christophe Andanson (FRA) | 3.5 | 6.5 |
| 9   | 4   | Keijo Manni (FIN)        | TF / 4:46 | Thomas Horschel (GDR)     | 0   | 4   |
| 0   | 0   | Norbert Növényi (HUN)    | TF / 5:25 | Georgios Pozidis (GRE)    | 4   | 7   |
| 1   | 0   | Frank Andersson (SWE)    | TF / 1:45 | Franz Pitschmann (AUT)    | 4   | 8   |
| 8   | 3.5 | Czesław Kwieciński (POL) | 2 – 10    | Igor Kanygin (URS)        | 0.5 | 2.5 |
| 5   | 1   | Petre Dicu (ROU)         | 6 – 2     | Stojan Nikolov (BUL)      | 3   | 7   |

### Kolo 4
| TPP | MPP |                       | Score     |                       | MPP | TPP |
| --- | --- | --------------------- | --------- | --------------------- | --- | --- |
| 8.5 | 4   | José Poll (CUB)       | TF / 5:57 | Norbert Növényi (HUN) | 0   | 0   |
| 8   | 4   | Thomas Horschel (GDR) | TF / 5:29 | Petre Dicu (ROU)      | 0   | 5   |
| 4   | 3   | Frank Andersson (SWE) | 5 – 7     | Igor Kanygin (URS)    | 1   | 3.5 |

### Kolo 5
| TPP | MPP |                       | Score |                    | MPP | TPP |
| --- | --- | --------------------- | ----- | ------------------ | --- | --- |
| 1   | 1   | Norbert Növényi (HUN) | 7 – 6 | Igor Kanygin (URS) | 3   | 6.5 |
| 7   | 3   | Frank Andersson (SWE) | 2 – 3 | Petre Dicu (ROU)   | 1   | 6   |

### Finále
Výsledky z předchozích kol se započítávají do finále (žlutě zvýrazněno)
| TPP | MPP |                       | Score     |                    | MPP | TPP |
| --- | --- | --------------------- | --------- | ------------------ | --- | --- |
|     | 4   | Petre Dicu (ROU)      | D1 / 6:50 | Igor Kanygin (URS) | 2   |     |
|     | 1   | Norbert Növényi (HUN) | 7 – 6     | Igor Kanygin (URS) | 3   | 5   |
| 2   | 1   | Norbert Növényi (HUN) | 4 – 1     | Petre Dicu (ROU)   | 3   | 7   |

## Finálové pořadí
1. Norbert Növényi (HUN)
2. Igor Kanygin (URS)
3. Petre Dicu (ROU)
4. Frank Andersson (SWE)
5. Thomas Horschel (GDR)
6. José Poll (CUB)
7. Christophe Andanson (FRA)
8. Georgios Pozidis (GRE)